# 워너 샐먼
워너 엘리아스 샐먼(Warner Elias Sallman, 1892년 4월 30일 ~ 1968년 5월 25일)은 미국 시카고의 화가이다. 기독교와 관련된 그림을 주로 그렸으나 프리랜서 일러스트레이터로 일하며 광고물을 제작하기도 하였다. 그림 '그리스도의 머리'가 가장 유명하며, 5억개 이상의 복사본이 팔렸다. 1994년에 뉴욕 타임스는 워너 샐먼을 금세기 가장 많이 알려진 예술가로 선정하였다.